# Havange

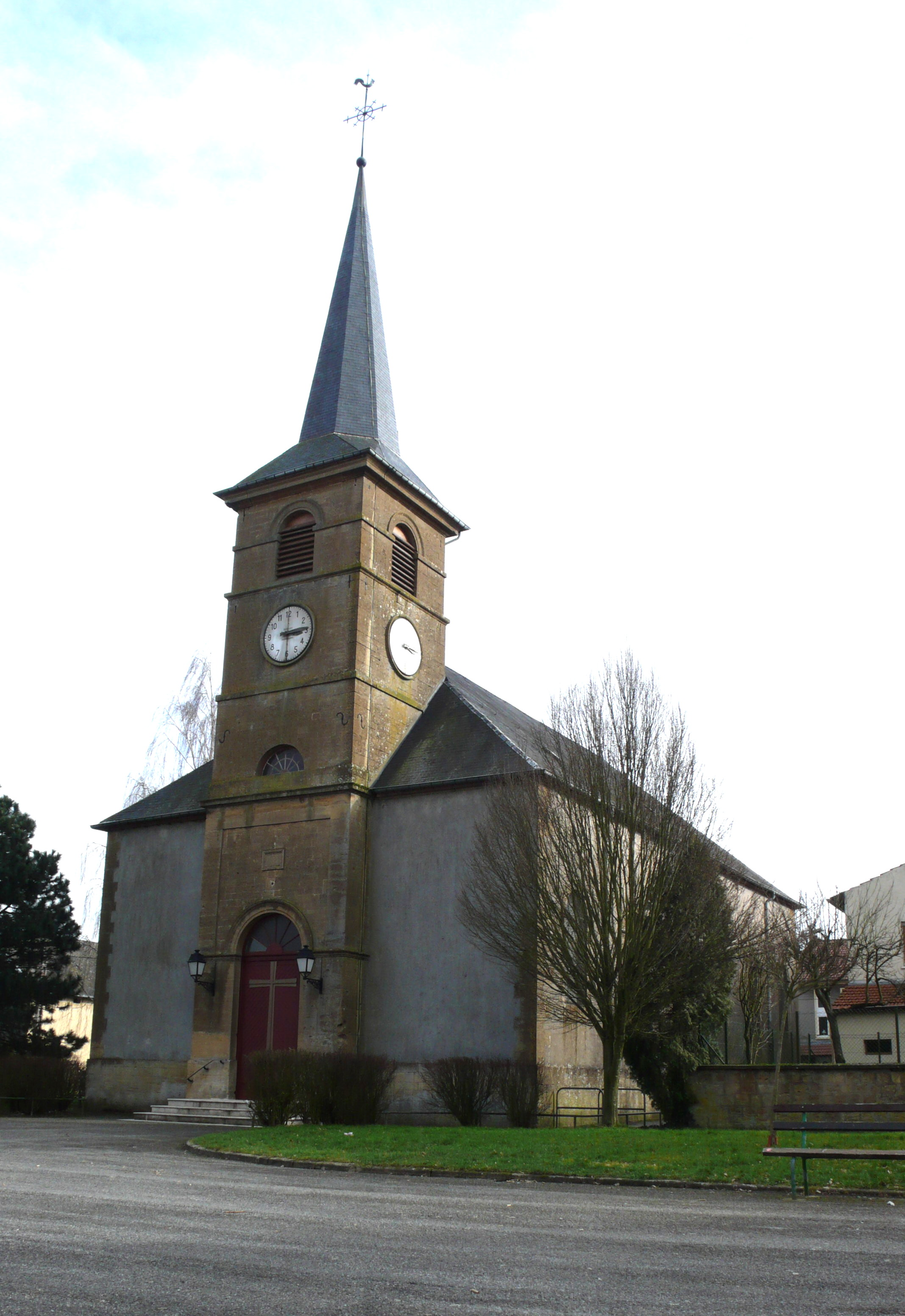
Kirche Saint-Jean

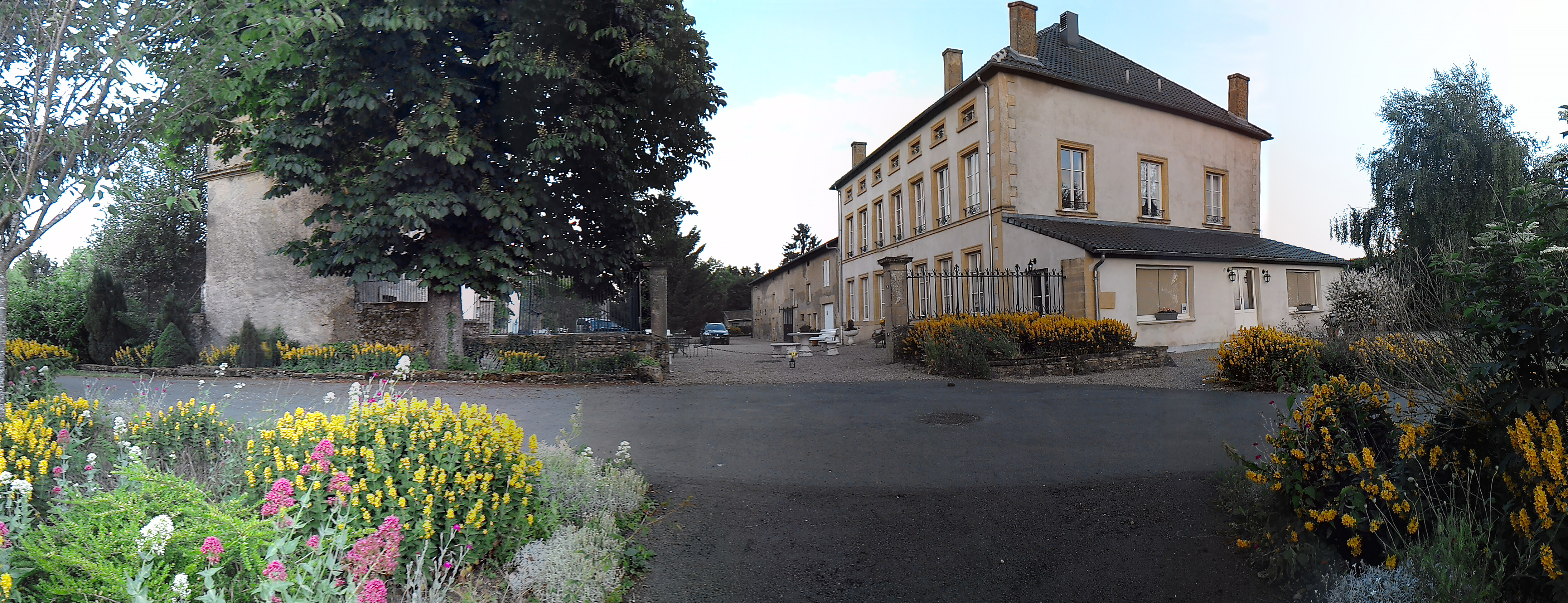
Gutshaus im Ortsteil Gondringen mit Taubenhaus (links im Bild)

Havange (deutsch Havingen) ist eine französische Gemeinde mit 451 Einwohnern (Stand 1. Januar 2022) im Département Moselle in der Region Grand Est (bis 2015 Lothringen). Sie gehört zum Arrondissement Thionville.

## Geographie
Die Gemeinde liegt etwa 15 Kilometer westlich von Thionville (deutsch Diedenhofen) auf einer Höhe zwischen 308 und 367 m über dem Meeresspiegel. Das Gemeindegebiet umfasst 9,57 km².
Zu Havange gehört der Ortsteil Gondrange (Gondringen).

## Geschichte
Der Ort wurde 953 erstmals als Havechingas erwähnt und 1473 Hefingen genannt. Er gehörte zum Herzogtum Bar und wurde 1766 von Frankreich annektiert.
Nach dem  Frieden von Frankfurt vom 10. Mai 1871 kam Havingen zusammen mit dem zugehörigen  Weiler Gondringen und 18 weiteren Orten von Französisch-Lothringen durch Gebietsaustausch an Deutschland und wurde dem Bezirk Lothringen im Reichsland Elsaß-Lothringen zugeordnet.
Nach dem Ersten Weltkrieg musste die Ortschaft aufgrund der Bestimmungen des Versailler Vertrags an Frankreich abgetreten werden.

### Bevölkerungsentwicklung
| Jahr      | 1962 | 1968 | 1975 | 1982 | 1990 | 1999 | 2007 | 2019 |
| Einwohner | 339  | 390  | 398  | 351  | 317  | 330  | 413  | 451  |

## Wappen
Beschreibung: In Silber drei erniedrigte rote Sparren und aus den Oberecken ragt je ein schwarzer Adlerfang  hervor. Die Sparren erinnern an die Herren von Bassompierre, die Adlerfänge an die Abtei Villers-Bettnach, die beide in Havange begütert waren.

## Belege
1. ↑  Eugen H. Th. Huhn: Deutsch-Lothringen. Landes-, Volks- und Ortskunde, Stuttgart 1875, S. 324 (online).
2. ↑  Vollständiges geographisch-topographisch-statistisches Orts-Lexikon von Elsass-Lothringen. Enthaltend: die Städte, Flecken, Dörfer, Schlösser, Gemeinden, Weiler, Berg- und Hüttenwerke, Höfe, Mühlen, Ruinen, Mineralquellen u. s. w. mit Angabe der geographischen Lage, Fabrik-, Industrie- u. sonstigen Gewerbethätigkeit, der Post-, Eisenbahn- u. Telegraphen-Stationen u. geschichtlichen Notizen etc. Nach amtlichen Quellen bearbeitet von H. Rudolph. Louis Zander, Leipzig 1872, Sp. 77–78 unten (online).
3. ↑  Wappenbeschreibung auf genealogie-lorraine.fr (französisch)